# Live: The Virgin Tour
Vidéos par Madonna
Ciao, Italia! – Live from Italy
(1987)
Live: The Virgin Tour est la première vidéo enregistrée en direct de l'artiste américaine Madonna. Sortie sous le label Warner Music Video le 13 novembre 1985, elle contient un des concerts de The Virgin Tour, filmé au Cobo Arena à Détroit le 25 mai 1985. Le réalisateur Danny Kleinman, qui préside le tournage de la tournée pour la vidéo, présente le film à Warner Bros. Records, qui décide de le sortir comme un album vidéo. Madonna voulait faire une introduction pour l'ajouter avant le concert et demande au réalisateur James Foley de la filmer. Elle montre sa première image métamorphosée et parle de la façon dont elle est devenue célèbre.
Après sa sortie, Live: The Virgin Tour reçoit des avis mitigés de la presse et des critiques mais devient un succès commercial, elle est en tête du classement Music Video Sales de Billboard et devient la vidéocassette la plus vendue de 1986. La vidéo est certifiée deux fois platine par la Recording Industry Association of America (RIAA) pour la vente de 100 000 exemplaires en septembre 1986, elle reçoit le prix « Video Software Dealers Award » pour la vidéo la plus populaire. Les interprétations scéniques de Like a Virgin et Dress You Up sont diffusées comme clips sur MTV pour promouvoir la vidéo. Ces deux clips sont nommés dans la catégorie « Meilleure chorégraphie » aux MTV Video Music Awards de 1986.

## Genèse
La première tournée de Madonna, The Virgin Tour, promeut ses deux premiers albums studio, Madonna et Like a Virgin. Après que la tournée s'est terminée, Madonna commence à enregistrer True Blue, son troisième album studio. Le réalisateur Danny Kleinman, qui a présidé le tournage d'une vidéo pour la tournée, présente le film à Warner Bros. Records, qui décide de le sortir sous forme d'album vidéo. Intitulée Live: The Virgin Tour, la vidéo montre le concert de The Virgin Tour au Cobo Arena à Détroit le 25 mai 1985,.
Madonna, qui est occupée avec True Blue et tourne pour la comédie Shanghai Surprise, est contactée par Kleinman qui lui demande d'accepter de sortir une vidéo. Elle trouve que le film « a besoin d'une bonne introduction ». « J'ai demandé à [James] Foley chéri de me filmer en train de parler pour ajouter cette séquence avant le début du concert ». Foley, qui a réalisé le clip de sa chanson Live to Tell, tourne donc une introduction qui est ajoutée au début de la vidéo. Elle montre Madonna avec un nouveau look, avec des cheveux bouclés blond platine, et d'une robe traditionnelle. Madonna veut intégrer un résumé de sa biographie — qui est utilisé au début de The Virgin Tour — pour l'ajouter au film. Ainsi, avec le film, on peut entendre la voix de Madonna, déclarant :

« Quand j'étais petite, j'ai fait un rêve. Je suis allée à New York. J'ai fait un rêve. Je voulais devenir une grande star, je ne connaissais personne, je voulais chanter, je voulais danser, je voulais faire toutes ces choses, je voulais rendre les gens heureux, je voulais être célèbre, je voulais que tout le monde m'aime. J'ai travaillé durement, et mon rêve est devenu réalité. »

Cette séquence est suivie du concert qui commence par l'interprétation de Dress You Up. Les prestations d'Angel, de Borderline et Burning Up sont retirées de la liste des pistes de la vidéo car Kleinman pense que ces interprétations de Madonna ne sont pas les meilleures. Pendant le tournage de la vidéo le 25 mai, lors de la prestation de Like a Virgin, un fan monte soudainement sur scène et tente d'attraper Madonna, mais est rapidement éjecté par la sécurité. Kleinman décide de garder cette séquence, selon lui, elle illustre le fanatisme qui a évolué autour de Madonna et sa popularité. Les interprétations de Like a Virgin et Dress You Up sont diffusées sur MTV pour promouvoir l'album vidéo. Ces deux clips sont nommés dans la catégorie « Meilleure chorégraphie » aux MTV Video Music Awards en 1986. Toutefois, Madonna perd le prix face à Prince et The Revolution avec leur clip de Raspberry Beret.

## Accueil

### Critiques de la presse
La vidéo reçoit des avis mitigés des critiques musicaux. Annie Temple de Philadelphia Daily News dit que le film « n'est pas flatteur » et « est un travail négligé ». Dennis Hunt de Los Angeles Times dit que « la vidéo est parfois distrayante et floue, je me demande ce qui s'est passé durant l'enregistrement. Les orientations sont maladroites, particulièrement quand le public touche la main de Madonna. Est-il vraiment nécessaire de montrer un fan inattendu sur scène? ». Terry Atkinson du même journal dit : « Cela fait suivre le concert typique en format vidéo de quelqu'un assis aux meilleures places de la salle et laisse l'aura d'une chanteuse supérieure capturer vos sens ». Sylvia Chase de The Wichita Eagle pense « voir Madonna sur scène et la voir d'en bas, enfermée dans une vidéocassette personnelle de la tournée est totalement différent. L'énergie, les mouvements, la provocation — tout vous capture encore plus ». Stephen Holden de The New York Times donne une critique positive, en déclarant : « filmée brusquement, les mouvements d'une caméra plongeante qui accentuent l'agitation de la chanteuse, dans un style de danse légèrement disgracieux, Madonna Live capture vivement les éléments contradictoires qui font de l'artiste une icône culturelle en dépit d'une voix perçante, une voix limitée. En gros plan, Madonna fait une moue provocatrice, se tortille et lance des regards provocateurs devenant plus qu'un burlesque demi-réfléchi d'une photographie érotique en avant-centre. Sa musique post-disco et son support défiant proposent une parodie enfantine de posture d'adulte ».

### Succès dans les classements
La vidéo débute à la quatorzième place du classement Top Music Videocassettes de Billboard le 7 décembre 1985 et atteint la onzième la semaine suivante. La vidéo commence à avoir une montée lente, et sur le numéro du 18 janvier 1986, elle est numéro un, remplaçant Prince & The Revolution: Live de The Revolution. Le 24 mai 1986, la vidéo revient dans le top 10, à la seconde position. Elle reste présente dans le classement pendant 65 semaines. Live: The Virgin Tour réalise les meilleures ventes de vidéocassettes musicales en 1986. La vidéo est certifiée deux fois platine par la Recording Industry Association of America (RIAA) pour la vente de 100 000 exemplaires et reçoit le prix « Video Software Dealers Award » pour la vidéo musicale la plus populaire en septembre 1986,.

## Pistes
| 1.    | Dress You Up                                       | Andrea LaRusso, Peggy Stanziale | 8:04 |
| 2.    | Holiday                                            | Curtis Hudson, Lisa Stevens     | 5:19 |
| 3.    | Into the Groove                                    | Madonna, Stephen Bray           | 4:08 |
| 4.    | Everybody                                          | Madonna                         | 4:56 |
| 5.    | Gambler                                            | Madonna                         | 5:10 |
| 6.    | Lucky Star                                         | Madonna                         | 6:45 |
| 7.    | Crazy for You                                      | John Bettis, Jon Lind           | 5:02 |
| 8.    | Over and Over                                      | Madonna, Stephen Bray           | 4:51 |
| 9.    | Like a Virgin (contient un extrait de Billie Jean) | Tom Kelly, Billy Steinberg      | 4:51 |
| 10.   | Material Girl                                      | Peter Brown, Roberta Rans       | 4:51 |
| 55:00 |                                                    |                                 |      |

### Formats
Elle sort en VHS et plus tard sur Laserdisc, à ce jour, aucune ré-édition en DVD n'a été annoncée. Elle sort également dans un triple coffret VHS intitulé The Madonna Collection en 2000.

## Crédits
- Danny Kleinman - réalisateur
- James Foley - réalisateur (séquence d'ouverture)
- Simon Fields - producteur
- Jerry Watson - cinématographie
- Jan de Bont - cinématographie (séquence d'ouverture)
- Mitchell Sinoway - montage
- Kenneth C. Barrows - cadreur
- Brad Jeffries - chorégraphe
- Rick Uber - montage
- Limelight Productions - compagnie de production

Source

## Compléments